# Aulopareia janetae
Aulopareia janetae är en fiskart som beskrevs av Smith, 1945. Aulopareia janetae ingår i släktet Aulopareia och familjen smörbultsfiskar. Inga underarter finns listade.